# Heiress of Valentina
"Heiress of Valentina" er en sang skrevet af det danske elektro-rock-band Dúné. Det er femte og sidste single fra gruppens andet studiealbum Enter Metropolis fra 2009. Heiress of Valentina udkom som single den 11. maj 2010, samtidig med EP'en Leaving Metropolis hvor den er første af seks spor. Selve albummet, Enter Metropolis, blev udgivet i Europa den 14. august 2009, mens det blev tilgængelig i Danmark den 29. august samme år.

Sangen er ifølge bandet en fortsættelse af nummeret "Go Go Valentina" fra debutalbummet We Are In There You Are Out Here fra 2007. Den handler kort sagt om om en ung pige der kommer ud i noget snavs. Politikens anmelder Kim Skotte skrev om sangen: 
| Citat | ’Heiress of Valentina’ er et af flere eksempler på, at sangskriver Matthias Kolstrup også har blik for de mørkere sider af storbyens fristelser. | Citat |
|       | |       |

1. juli 2010 udkom videoen til singlen. Den er instrueret af Mattias Kolstrups storebror Jeppe Kolstrup, og blev filmet over to nætter i maj måned i København.
I 2010 blev "Heiress of Valentina" blandt de mest 20 spillede numre på radiostation DR P3, og blev på den baggrund i januar 2011 nomineret til P3 Lytterhittet ved P3 Guld.

Den svenske DJ Alesso (Alessandro Lindblad) udkom 13. marts 2011 med et remix af sangen, under genren progressive house. Dette remix blev efterfølgende taget med på den verdenskendte DJ Tiëstos verdenstour.

## Produktion
Sangen blev ligesom resten af Enter Metropolis indspillet i Hansen Studios i Ribe.

### Personel

#### Musikere
- Sang: Dúné og Mattias Kolstrup
- Kor: Cecilie Dyrberg, Ole Björn Sørensen og Piotrek Wasilewski
- Keyboards: Ole Björn Sørensen
- Synthesizer: Cecilie Dyrberg og Ole Björn Sørensen
- Guitar: Cecilie Dyrberg, Danny Jungslund og Simon Troelsgaard
- El bas: Piotrek Wasilewski
- Synthesizer bas: Piotrek Wasilewski
- Trommer: Malte Aarup-Sørensen

#### Produktion
- Producer: Mark Wills og Dan Hougesen
- Programmering: Ole Björn Sørensen, Cecilie Dyrberg og Mark Wills
- Komponist: Mattias Kolstrup, Ole Björn Sørensen, Cecilie Dyrberg, Danny Jungslund, Simon Troelsgaard, Piotrek Wasilewski og Malte Aarup-Sørensen
- Tekst/forfatter: Mattias Kolstrup og Piotrek Wasilewski